# Gibelin de Sabran
Gibelin de Sabran (né vers 1045 - mort le 6 avril 1112 en Palestine) était un ecclésiastique français du Moyen Âge, qui fut archevêque d’Arles (1180-1107), légat pontifical (1107) et patriarche latin de Jérusalem (1108-1112).

## Biographie
Au concile d’Avignon tenu en 1080 auquel assiste l’archevêque d’Arles Aicard, Gibelin est nommé officiellement archevêque d’Arles et Aicard destitué. Gibelin est consacré par le Pape.

### Un archevêque refusé par ses diocésains
En pratique, ce changement d’archevêque est mouvementé. En effet, le clergé et le peuple d’Arles souhaitent conserver leur archevêque de la famille des vicomtes de Marseille qui a pris parti pour l’empereur Henri IV contre le pape Grégoire VII.
C’est pourquoi, Gibelin, malgré l’appui du comte Bertrand II de Provence ne peut prendre possession de son diocèse. Menacé par les arlésiens lors de son entrée en ville, il doit renoncer et devra se contenter pendant de nombreuses années de l’évêché d’Avignon où il se replie à partir de 1094.

### Un archevêque de substitution
Il va devoir attendre longtemps avant de revenir à Arles, presque vingt-ans, jusque vers 1098-1099, où profitant d'un voyage d'Aicard en Palestine, il se fait relever par une Bulle du Pape Urbain II des serments (renoncement à l’archevêché d’Arles) qu’il avait prononcés en 1080 sous la menace des Arlésiens. 

Il est alors mentionné comme archevêque d'Arles à plusieurs reprises. Le 29 mars 1102 par exemple, on rapporte que Gibelin, archevêque d’Arles, préside l’assemblée qui rattache le monastère de Saint-Roman de l'Aiguille à Psalmodie. De même, en 1105, Raymond de Toulouse comte de Saint-Gilles, dans son testament, ordonne à ses héritiers de restituer à Gibelin, archevêque d’Arles tout ce qu’il lui avait usurpé à Arles, Argence, Fourques, au Baron (Albaron) et à Fos. En 1106 enfin, l'archevêque d'Arles Gibelin dote l'abbaye de Montmajour des églises Notre-Dame et Saint-Roman, dans la vallée de Mouriès sous un cens annuel de sept sous.

### Patriarche de Jérusalem
À la fin de l'année 1107, Gibelin quitte Arles et part à son tour en Palestine à la demande du pape Pascal II qui l'envoie comme légat régler une affaire concernant Ebremar (ou Evremar), le patriarche de Jérusalem. Mais finalement, c'est Gibelin qui hérite de cette charge l'année suivante, charge qu'il conservera jusqu'en 1112.
Gibelin de Sabran meurt en Palestine en avril 1112 alors qu'il se préparait à revenir en Provence. Il ne sera remplacé officiellement sur le siège du diocèse d'Arles que trois ans plus tard en 1115 par Atton de Bruniquel. Toutefois, il est probable qu'Aicard, son prédécesseur excommunié, ait récupéré officieusement l'archevêché au départ de Gibelin en Palestine en 1107 et l'ait conservé jusqu'en 1113, date supposée de sa mort.

### Sources
- Louis Stouff - Arles au Moyen Âge
- Anibert - Mémoires historiques et critiques sur l'ancienne République d'Arles
- Martin Aurell - Actes de la famille des Porcelet d'Arles / 972-1320
- Florian Mazel - La noblesse et l'Eglise en Provence fin Xe-début XIVe siècle -  (ISBN 2735505030)